# Панамериканский чемпионат по борьбе 2022
Панамериканский чемпионат по борьбе 2022 года проходил 5 — 8 мая в городе Акапулько (Мексика). В соревнованиях приняли участие представители 20 стран.
Панамериканский чемпионат проводился в Акапулько (Мексика), а не в Сантьяго (Чили), как было запланировано ранее. Несмотря на усилия Объединённого мира борьбы и Чилийской федерации борьбы, мероприятие не удалось провести, как первоначально планировалось в Сантьяго. Требование, принятое Министерством здравоохранения Чили, не гарантировало участие всех стран.

## Медалисты

### Вольная борьба
| Весовая категория | Золото                      | Серебро                               | Бронза                                                                      |
| ----------------- | --------------------------- | ------------------------------------- | --------------------------------------------------------------------------- |
| до 57 кг          | Томас Гилман · США          | Дариан Круз · Пуэрто-Рико             | Оскар Тигрерос · Колумбия Альварес Бланко · Куба                            |
| до 61 кг          | Дейтон Фикс · США           | Джозеф Силва · Пуэрто-Рико            | Педро Салазар · Мексика                                                     |
| до 65 кг          | Джозеф МакКенна · США       | Себастьян Ривера · Пуэрто-Рико        | Агустин Дестрибатс · Аргентина Альбаро Рудесиндо · Доминиканская Республика |
| до 70 кг          | Эммануэль Оларанде · Канада | Винисинус да Сильва Хоаким · Бразилия | Олвера Алексис · Мексика                                                    |
| до 74 кг          | Кайл Дэйк · США             | Франклин Гомес · Пуэрто-Рико          | Сезар Бордо · Бразилия Франклин Марен · Куба                                |
| до 79 кг          | Джордан Барроуз · США       | Самуэль Бармиш · Канада               | Виктор Сантос Акоста · Пуэрто-Рико                                          |
| до 86 кг          | Захид Валенсия · США        | Лазаро Эрнандес · Куба                | Итан Рамос · Пуэрто-Рико Карлос Искьердо · Колумбия                         |
| до 92 кг          | Джейден Кокс · США          | Джереми Порье · Канада                | Кристиан Санчес · Мексика                                                   |
| до 97 кг          | Кайл Снайдер · США          | Артуро Силот · Куба                   | Луис Мигель Перез · Доминиканская Республика Максвелл Лейси · Коста-Рика    |
| до 125 кг         | Амар Дхеси · Канада         | Николоз Гвяздовски · США              | Катриель Муриель · Аргентина Хосе Даниэль Диас · Венесуэла                  |

### Греко-римская борьба
| Весовая категория | Золото                          | Серебро                                  | Бронза                                                         |
| ----------------- | ------------------------------- | ---------------------------------------- | -------------------------------------------------------------- |
| до 55 кг          | Брэди Кунтц · США               | Аксель Салас · Мексика                   | Брэндон Эскобар · Гондурас                                     |
| до 60 кг          | Рэндон Миранда · США            | Сэмюэл Гурриа · Мексика                  | Жоао Бенавидес · Перу Дихтер Торо · Колумбия                   |
| до 63 кг          | Самюэль Ли Джонс · США          | Хосе Родригес Эрнандес · Мексика         | не разыгрывалась                                               |
| до 67 кг          | Хулиан Орта · Колумбия          | Кенеди Педроса · Бразилия                | Эньер Фелисиано · Доминиканская Республика Нилтон Сото · Перу  |
| до 72 кг          | Патрик Харрисон Смит · США      | Эдссон Гутьеррес · Мексика               | Себастьян Тепен · Гватемала                                    |
| до 77 кг          | Йосванис Пенья · Куба           | Давид Хуок · Гватемала                   | Жойлсон Жуниор · Бразилия Равон Перкинс · США                  |
| до 82 кг          | Даниэль Висенте Гомес · Мексика | Реньер Терри · Гватемала                 | Тайлер Каннингем · США                                         |
| до 87 кг          | Даниэль Грегорич · Куба         | Йохан Батиста · Доминиканская Республика | Альфонсо Лейва · Мексика Карлос Муньос · Колумбия              |
| до 97 кг          | Кевин Мехия · Гондурас          | Хуан Луис Ибаньес · Куба                 | Карлос Паламер · Доминиканская Республика Николас Бойкин · США |
| до 130 кг         | Оскар Пино · Куба               | Эдуард Согомонян · Бразилия              | Лео Сантана · Доминиканская Республика Ясмани Акоста · Чили    |

### Женская борьба
| Весовая категория | Золото                        | Серебро                          | Бронза                                                                     |
| ----------------- | ----------------------------- | -------------------------------- | -------------------------------------------------------------------------- |
| до 50 кг          | Сара Хильдебрандт · США       | Мэдисон Паркс · США              | Жаклин Моллокана · Эквадор Патрисия Бермудес · Аргентина                   |
| до 53 кг          | Доминик Пэрриш · США          | Луиса Вальверде · Эквадор        | Бетзабет Аргуэльо · Венесуэла Карла Акоста · Мексика                       |
| до 55 кг          | Карла Годинез · Канада        | Джакарра Винчестер · США         | Лусия Епес · Эквадор                                                       |
| до 57 кг          | Яйнелис Санз · Куба           | Альма Валенсия · Мексика         | Александрия Таун · Канада Джулия Пеналбер · Бразилия                       |
| до 59 кг          | Лоренс Бьюрегор · Канада      | Амеялли Джессел · Мексика        | Сочил Мота-Петтис · США                                                    |
| до 62 кг          | Ана Годинес · Канада          | Кайла Миракл · США               | Лайс Нуньес · Бразилия Алехандра Ромеро · Мексика                          |
| до 65 кг          | Форрест Молинари · США        | Мики Элизабет Роуботтом · Канада | Атзимба Морено · Мексика                                                   |
| до 68 кг          | Солейми Карабальо · Венесуэла | Хангелен Ллайнес · Куба          | Ессика Овьедо · Доминиканская Республика Габриэла Педро да Роха · Бразилия |
| до 72 кг          | Скайлар Гроте · США           | Бренда Агияр · Бразилия          | Мария Баутиста · Мексика                                                   |
| до 76 кг          | Даймонд Гилфорд · США         | Хенесис Реаско · Эквадор         | Мария Акоста · Венесуэла Жюстина Ди Стасио · Канада                        |

## Таблица медалей
*   Принимающая страна (Мексика)
| Место           | Страна                   | Золото | Серебро | Бронза | Всего |
| --------------- | ------------------------ | ------ | ------- | ------ | ----- |
| 1               | США                      | 17     | 3       | 4      | 24    |
| 2               | Канада                   | 5      | 4       | 2      | 11    |
| 3               | Куба                     | 4      | 4       | 2      | 10    |
| 4               | Мексика*                 | 1      | 6       | 7      | 14    |
| 5               | Колумбия                 | 1      | 0       | 4      | 5     |
| 6               | Венесуэла                | 1      | 0       | 3      | 4     |
| 7               | Гондурас                 | 1      | 0       | 1      | 2     |
| 8               | Бразилия                 | 0      | 4       | 5      | 9     |
| 9               | Пуэрто-Рико              | 0      | 4       | 2      | 6     |
| 10              | Эквадор                  | 0      | 2       | 2      | 4     |
| 11              | Гватемала                | 0      | 2       | 1      | 3     |
| 12              | Доминиканская Республика | 0      | 1       | 6      | 7     |
| 13              | Аргентина                | 0      | 0       | 3      | 3     |
| 14              | Перу                     | 0      | 0       | 2      | 2     |
| 15              | Коста-Рика               | 0      | 0       | 1      | 1     |
| 15              | Чили                     | 0      | 0       | 1      | 1     |
| Всего стран: 16 | Всего стран: 16          | 30     | 30      | 46     | 106   |

## Командный зачёт
| Место | Вольная борьба (мужчины) | Вольная борьба (мужчины) | Греко-римская борьба     | Греко-римская борьба | Вольная борьба (женщины) | Вольная борьба (женщины) |
| Место | Команда                  | Очки                     | Команда                  | Очки                 | Команда                  | Очки                     |
| ----- | ------------------------ | ------------------------ | ------------------------ | -------------------- | ------------------------ | ------------------------ |
| 1     | США                      | 229                      | США                      | 165                  | США                      | 190                      |
| 2     | Канада                   | 138                      | Мексика                  | 148                  | Канада                   | 165                      |
| 3     | Пуэрто-Рико              | 120                      | Куба                     | 101                  | Мексика                  | 120                      |
| 4     | Мексика                  | 101                      | Колумбия                 | 89                   | Эквадор                  | 80                       |
| 5     | Куба                     | 76                       | Бразилия                 | 83                   | Бразилия                 | 79                       |
| 6     | Аргентина                | 56                       | Доминиканская Республика | 81                   | Куба                     | 71                       |
| 7     | Бразилия                 | 55                       | Гватемала                | 71                   | Венесуэла                | 55                       |
| 8     | Колумбия                 | 54                       | Гондурас                 | 60                   | Колумбия                 | 42                       |
| 9     | Доминиканская Республика | 38                       | Чили                     | 43                   | Перу                     | 36                       |
| 10    | Венесуэла                | 37                       | Перу                     | 38                   | Аргентина                | 35                       |

## Страны-участницы
263 борцов из 21 страны.
- Аргентина (10)
- Барбадос (1)
- Боливия (2)
- Бразилия (23)
- Венесуэла (7)
- Гватемала (10)
- Гондурас (6)
- Доминиканская Республика (17)
- Канада (23)
- Колумбия (20)
- Коста-Рика (1)
- Куба (17)
- Мексика (30)
- Панама (5)
- Парагвай (3)
- Перу (13)
- Пуэрто-Рико (12)
- США (30)
- Уругвай (1)
- Чили (18)
- Эквадор (14)